# カン (中国の武器)

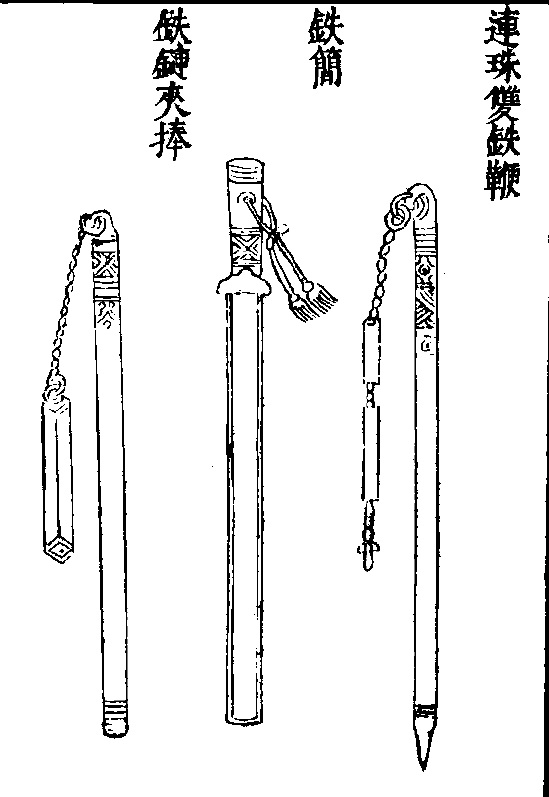
鉄鐧（中央）

鐧（かん、ジュアン）は中国の伝統的な武器である。刃がない金属製の角棒が据え付けられた剣という外見をした打撃武器である。武器としての起源、経緯は似た形状の鞭と通じている。

## 概要

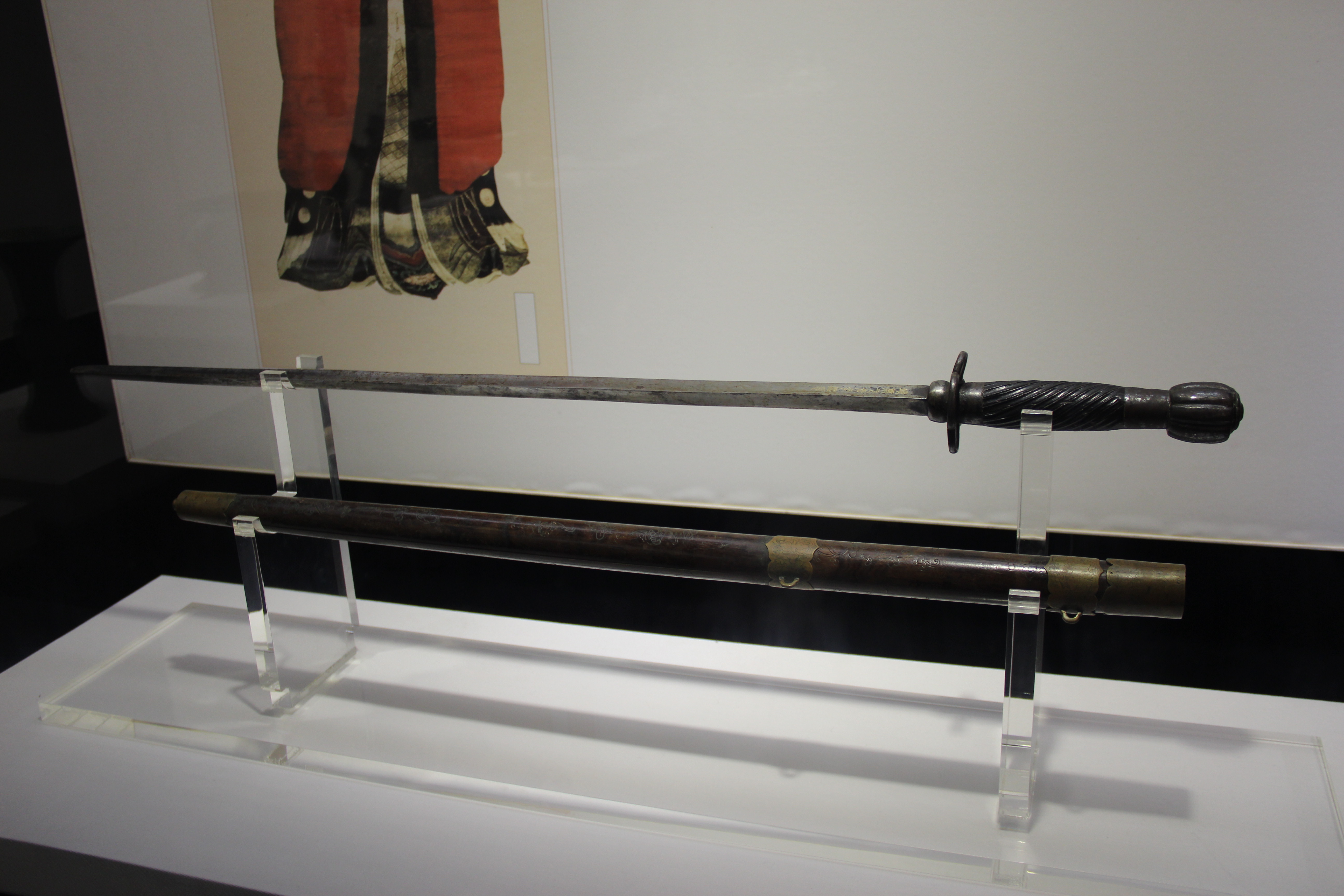
南宋の宰相・李綱の鉄鐧。「靖康元年李鐧制」の銘がある。福建博物院所蔵

一般的な鐧は全長90センチメートルほど、握り手は20センチメートルほどの、青銅あるいは鋼で作られた鉄の棒である。握り手などは剣の形に作られているが、刀身にあたる部位は三角形、もしくは四角形の角棒となっており、刃はない。棒に角があるのは接触面を少なくして打撃の効果を高めるためであり、平面部分に窪みを作り、十字形にしてどのように振るおうとも角に当たるようにした鐧もある。棒は硬く、しなることはない。主に馬上にて片手で用いる武器だが、両手に2本の鐧を持つ者もいた。
鐵鞭、鐵簡，兩色。鞭其形，大小長短，隨人力所勝用之。人有作四棱者，謂之鐵簡，言方棱似簡形，皆鞭類也（鉄鞭と鉄鐧といった2種の武器は、その形状、大きさや長さは使い手の力量に応じて使い分けられている。また、四角の突起が剣の形に似ていると言って、鉄鐧と呼ばれる四角の突起のある鞭を使う者もいる）――『武経総要』より――
鐧が登場したのは唐の時代で、この時期に発展した重装騎兵向けの武器として盛んに用いられた。その後、武器のみならず捕具としても使われた。
有名な鐧の使い手として、唐建国の功臣である秦叔宝が挙げられる。秦叔宝は鉄鞭の使い手である尉遅敬徳と並び称せられ、後世には門神として崇められた。

## フィクションでの鐧

### 映画
『王朝の陰謀 判事ディーと人体発火怪奇事件』
主人公、狄仁傑が「亢龍鐧」という名の鐧を使用している。同シリーズを通して狄仁傑のトレードマークとなっているが、史実の狄仁傑が使用していたかは不明。

### ゲーム
『アークナイツ』
オペレーター「デーゲンブレヒャー」が装備している。鐧を使用してる理由は当人いわく、「刃の無い武器であれば相手を殺さないよう手加減出来るから」というもの。デーゲンブレヒャーという名前も鐧の英訳の「Chinese swordbreaker」、そのswordbreakerのドイツ語訳『Degenbrecher』から来ている。